# Cédric Séguin
Cédric Thierry Séguin (ur. 3 kwietnia 1973 w Pierrelatte) – francuski szermierz szablista, srebrny medalista olimpijski.

## Kariera sportowa
Na igrzyskach olimpijskich w Sydney w 2000 roku reprezentacja Francji w składzie: Matthieu Gourdain, Julien Pillet, Damien Touya i Cedric Séguin zajęła drużynowo drugie miejsce. Był to jego jedyny start olimpijski.
Nie zdobył medalu mistrzostw świata. Zdobył za to złoto w drużynie na mistrzostwach Europy w Bolzanko w 1999.